# Smart Park, Eckerö

Smart Park är en upplevelsepark i Kyrkoby i Eckerö kommun på Åland. Smart Park inledde sin verksamhet i juli 2015. Namnet kommer enligt grundarna av att man efter ett besök ska vara lite smartare.
Smart Park är utformad i samarbete med nöjesparkdesignern Christian Bjering och har sitt fokus på Ålands samhälle, historia och näringsliv. Bland annat finns en vattenlekplats som illustrerar slaget vid Bomarsund. På parkens bilbana får barnen transportera mjölk och grönsaker i en livsmedelskedja.